# Campeonato Uruguayo de Primera División 1948
El Campeonato Uruguayo 1948 debió haber sido el 45° torneo de Primera División del fútbol uruguayo, correspondiente al año 1948.
Este torneo quedó trunco debido a una huelga laboral de futbolistas, que no permitió continuar con la competición. La Asociación Uruguaya de Fútbol dictaminó el torneo como inconcluso y no declaró ningún campeón del mismo.
No hubo ascensos ni descensos, ya que la paralización del fútbol se produjo en todas las categorías.

## Participantes

### Ascensos y descensos
| Equipo  | Ascendido como                      |
| ------- | ----------------------------------- |
| Danubio | Campeón de la Segunda División 1947 |

| Equipo  | Descendido como           |
| ------- | ------------------------- |
| Miramar | 10° Primera División 1947 |

## Campeonato

### Tabla de posiciones
| Pos. | Equipo               | PJ | PG | PE | PP | GF | GC | Dif. | Pts. |
| ---- | -------------------- | -- | -- | -- | -- | -- | -- | ---- | ---- |
| 1º   | Nacional             | 10 | 8  | 2  | 0  | 29 | 6  | +23  | 18   |
| 2º   | Peñarol              | 10 | 8  | 1  | 1  | 24 | 9  | +15  | 17   |
| 3º   | River Plate          | 10 | 5  | 2  | 3  | 20 | 18 | +2   | 12   |
| 4º   | Rampla Juniors       | 10 | 4  | 2  | 4  | 20 | 16 | +4   | 10   |
| 5º   | Liverpool            | 10 | 4  | 2  | 4  | 18 | 22 | -4   | 10   |
| 6º   | Defensor             | 10 | 3  | 3  | 4  | 19 | 21 | -2   | 9    |
| 7º   | Central              | 10 | 3  | 2  | 5  | 17 | 22 | -5   | 8    |
| 8º   | Montevideo Wanderers | 10 | 2  | 2  | 6  | 17 | 25 | -8   | 6    |
| 9º   | Danubio              | 10 | 0  | 5  | 5  | 14 | 25 | -11  | 5    |
| 10º  | Cerro                | 10 | 1  | 3  | 6  | 12 | 26 | -14  | 5    |

|                                   |
| Uruguay                           |
| Campeón Uruguayo 1948 No otorgado |

## Resultados
| Peñarol        | 2-2 | Danubio              |
| Nacional       | 0-0 | Central              |
| Rampla Juniors | 3-0 | Montevideo Wanderers |
| Cerro          | 1-1 | Liverpool            |
| River Plate    | 2-2 | Defensor             |

| Nacional    | 3-0 | Rampla Juniors       |
| Defensor    | 5-0 | Cerro                |
| Peñarol     | 2-0 | Montevideo Wanderers |
| River Plate | 4-0 | Danubio              |
| Liverpool   | 3-2 | Central              |

| Peñarol              | 5-1 | Defensor    |
| Montevideo Wanderers | 5-1 | Liverpool   |
| Rampla Juniors       | 3-0 | Cerro       |
| Nacional             | 7-1 | River Plate |
| Central              | 2-1 | Danubio     |

| Nacional       | 2-1 | Cerro                |
| Peñarol        | 2-0 | Liverpool            |
| Defensor       | 5-3 | Montevideo Wanderers |
| River Plate    | 4-2 | Central              |
| Rampla Juniors | 3-3 | Danubio              |

| Peñarol   | 2-1 | River Plate          |
| Nacional  | 4-1 | Defensor             |
| Liverpool | 4-3 | Rampla Juniors       |
| Central   | 4-1 | Montevideo Wanderers |
| Cerro     | 2-2 | Danubio              |

| Nacional             | 2-1 | Liverpool   |
| Peñarol              | 6-1 | Cerro       |
| Defensor             | 2-1 | Danubio     |
| Rampla Juniors       | 3-0 | Central     |
| Montevideo Wanderers | 2-0 | River Plate |

| Peñarol     | 2-1 | Central              |
| River Plate | 1-0 | Rampla Juniors       |
| Cerro       | 1-1 | Montevideo Wanderers |
| Nacional    | 4-0 | Danubio              |
| Liverpool   | 3-1 | Defensor             |

| Nacional             | 2-0 | Peñarol        |
| Montevideo Wanderers | 2-2 | Danubio        |
| Cerro                | 5-2 | Central        |
| River Plate          | 4-2 | Liverpool      |
| Defensor             | 1-1 | Rampla Juniors |

| Nacional    | 3-0 | Montevideo Wanderers |
| Peñarol     | 1-0 | Rampla Juniors       |
| River Plate | 3-1 | Cerro                |
| Danubio     | 2-2 | Liverpool            |
| Central     | 2-1 | Defensor             |

| Peñarol        | 2-1 | Danubio              |
| Central        | 2-2 | Nacional             |
| Defensor       | 0-0 | River Plate          |
| Rampla Juniors | 4-3 | Montevideo Wanderers |
| Liverpool      | 1-0 | Cerro                |